# خزعة عبر الصفاق
خزعة عبر الصِّفاق أو خزعة بطريق الصِّفاق أو خزعة خِلال الصِّفاق أو خزعة عبر البَرِيتُون (بالإنجليزية: Transperineal biopsy)‏ هي إجراء خزعة بحيثُ تؤخَذ عَيِّنة النَّسيج من البرُوسْتاتَة لتفحَص تحت المِجهَر، تُؤخَذ العيِّنة باستعمال إبرة رفيعة تُدخَل عبر جِلْد العِجان (بين الصَّفَن والشَّرَج) وصولًا إلى البرُوسْتاتَة.